# Burgwall Glienke
Der Burgwall von Glienke ist ein abgegangener slawischer Burgwall, der sich südwestlich des Ortes Glienke am Rande der Datzeniederung im Landkreis Mecklenburgische Seenplatte befand.
Seit 1969 war die Stelle als slawischer Siedlungsplatz bereits bekannt, jedoch kamen durch den Bau der Bundesautobahn 20 die Reste einer ganzen Burganlage zutage. Da der Burgstall vollständig im Bereich der nördlichen Auf- und Abfahrschleife der Anschlussstelle Neubrandenburg-Ost liegt, konnte das Gebiet auf fast sechs Hektar untersucht werden. Die Ausgrabungen leitete der Neubrandenburger Archäologe Volker Schmidt.
Es handelte sich um eine eingliedrige Niederungsburg, die einen fast quadratischen Innenraum von 70 mal 65 Meter besaß. Umgeben war die zweitorige Wallanlage von einem 9 bis 12 Meter breiten Graben. Unmittelbar östlich und westlich der Toranlagen schloss sich eine Vorburgsiedlung an, die ebenfalls durch einen Graben gesichert war. Im Norden grenzte ein kleinerer See an die Burg, der in den nahen Fluss Datze auswässerte. Die gesamte Burgsiedlung wurde in einem Zuge in den späten 870er Jahren errichtet und im frühen 10. Jahrhundert erneuert. Für die Zeit nach 957 konnte man keine Baumaßnahmen mehr nachweisen, sodass die Burg nach dieser Zeit aufgegeben worden sein dürfte. Zu den Funden zählte eine bis dahin nicht bekannte slawische Tonware, die seitdem als „Typ Glienke“ bezeichnet wird. Außerdem barg man Pfeilspitzen, Sporen, Schwertreste und Dreilagenkämme. Weitere Funde zeigen eine rege Handelstätigkeit der Burgbewohner in das Karolingerreich, nach Norwegen und in die östlichen Gebiete an. Der Ausgräber kam daher zu dem Ergebnis, dass die Burg den befestigten Sitz eines redarischen Adligen darstellte. Die Burg wurde möglicherweise zugunsten der erstarkten Priesterherrschaft in Rethra aufgegeben.